# Fernand Bachmann
Pour les articles homonymes, voir Bachmann.
Fernand Alphonse Bachmann, né le 16 juin 1886 à Remiremont (Vosges) et mort le 22 mai 1965 à Brienon-sur-Armançon (Yonne), est un pilote automobile français ayant participé aux deux premières éditions des 24 Heures du Mans en 1923 et 1924.

## Histoire
Fernand Bachmann est un concessionnaire automobile, administrateur des établissements Chenard et Walcker et pilote français.
Il était un grand ami du pilote Robert Sénéchal, constructeur des cyclecars Sénéchal, qui après sa carrière de pilote automobile est devenu comme lui concessionnaire Chenard et Walcker.

### 24 Heures du Mans

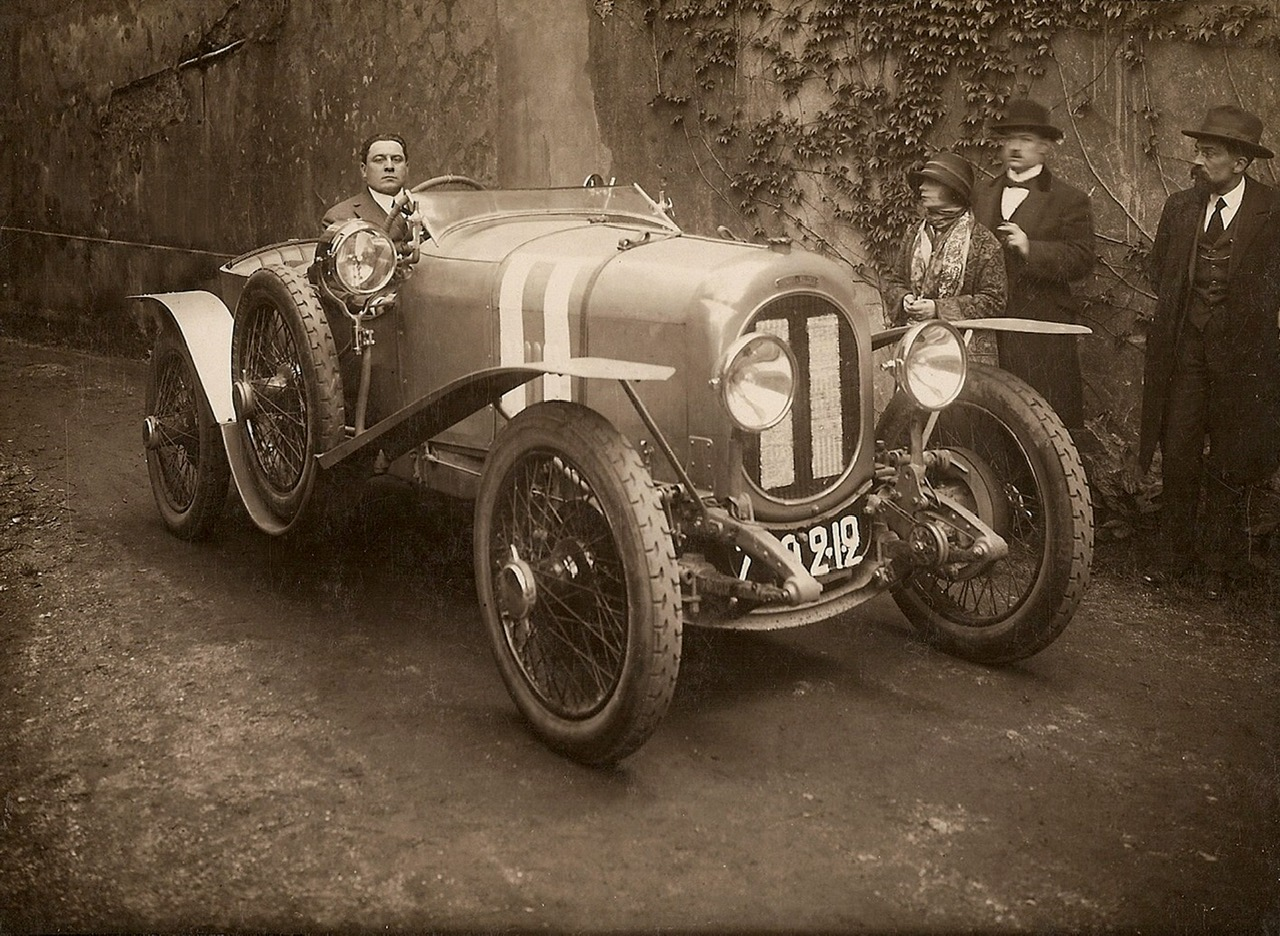
Chenard et Walcker (no 11) de Fernand Bachmann
7e des 24 Heures du Mans 1923

En mai 1923, il participe, avec son frère Raoul Bachmann, à la première édition des 24 Heures du Mans organisée par l'Automobile Club de l'Ouest, à bord de l'une des trois voitures Chenard et Walcker L4 de 2 978 cm3. Fernand Bachmann, dossard no 11, termine la course en 4e position tandis que son frère décroche la seconde position avec le dossard no 10, la victoire revenant le 26 mai 1923 à la troisième Chenard et Walcker 15 HP Tourisme de l'équipe (dossard no 9), pilotée par André Lagache et René Léonard.

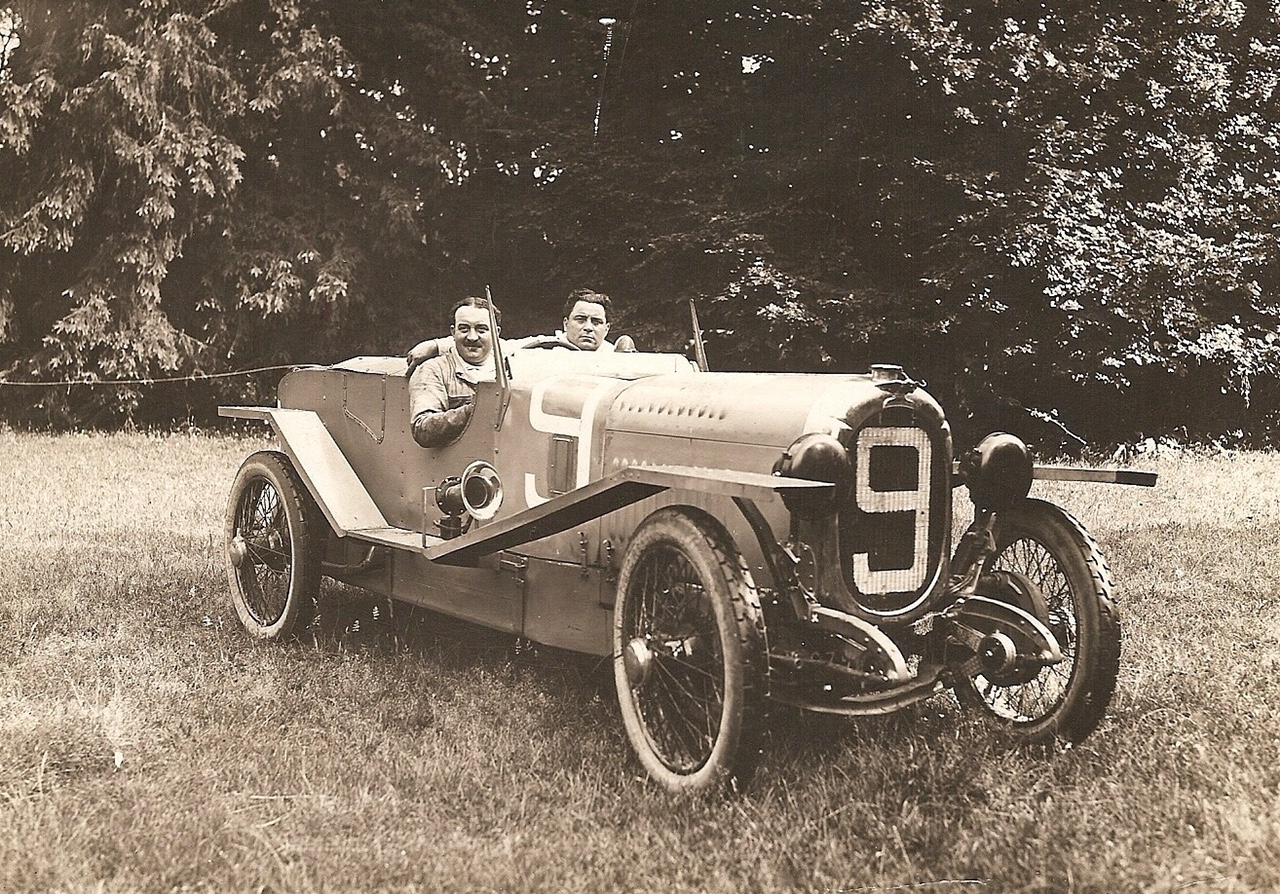
Fernand et Raoul Bachmann aux 24 Heures du Mans 1924.

Les deux frères s'engagent ensemble l'année suivante, avec Chenard et Walcker Sport, pour les 24 Heures du Mans 1924. Mais à cause d'une sortie de route spectaculaire, ils ne terminent pas la course.

### Autres compétitions
Fernand Bachmann continue ensuite sa carrière de pilote en participant à de nombreuses courses internationales telles que les 24 Heures de Spa en 1925, les 24 Heures de San Sebastian en 1926, ou les 6 Heures des Routes Pavées en 1923 et 1924 (sur Chenard et Walcker) ainsi qu'en 1929 (à la course d'ouverture du meeting, sur Rosengart).

La Chenard et Walcker no 11 au Le Mans Classic 2023
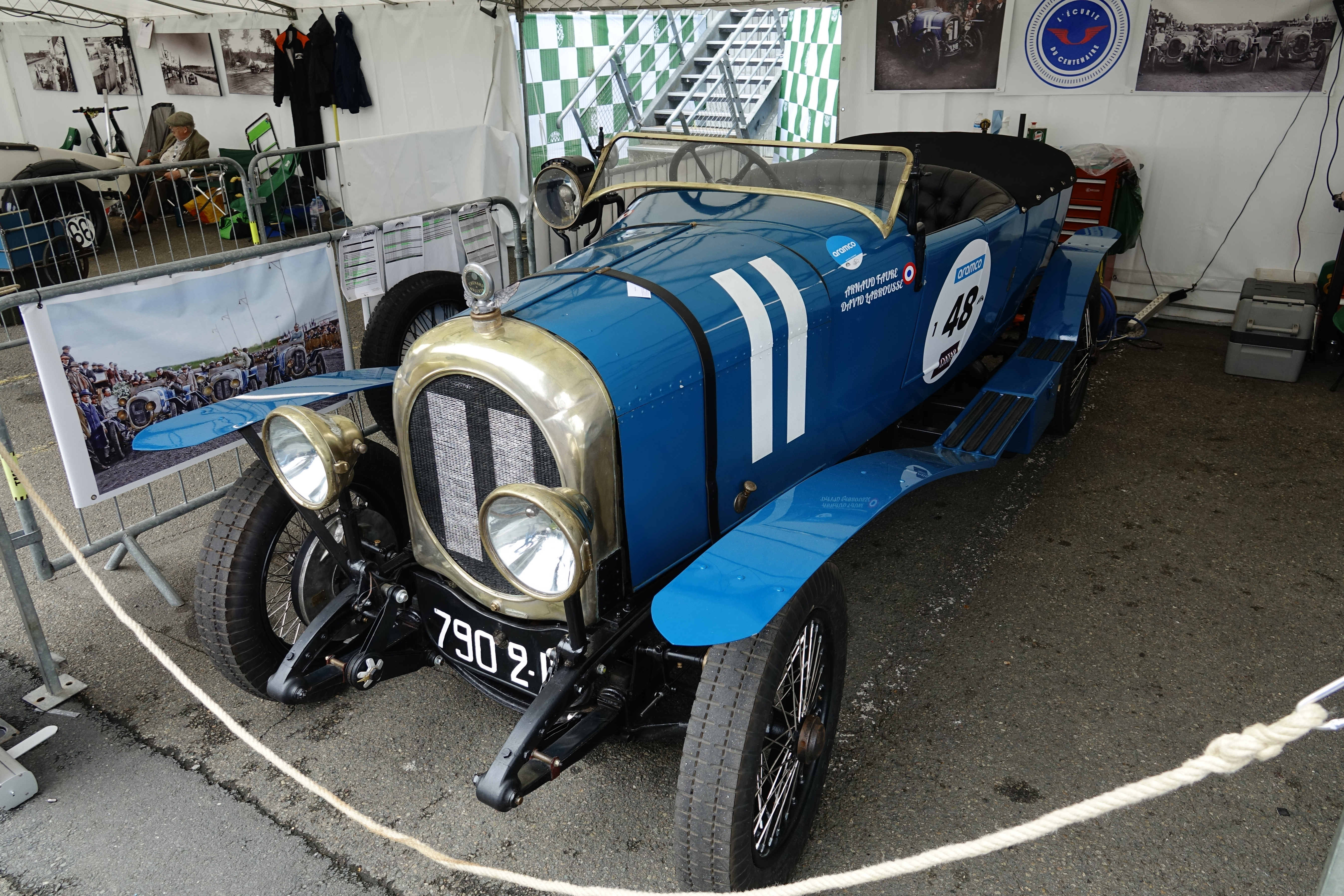
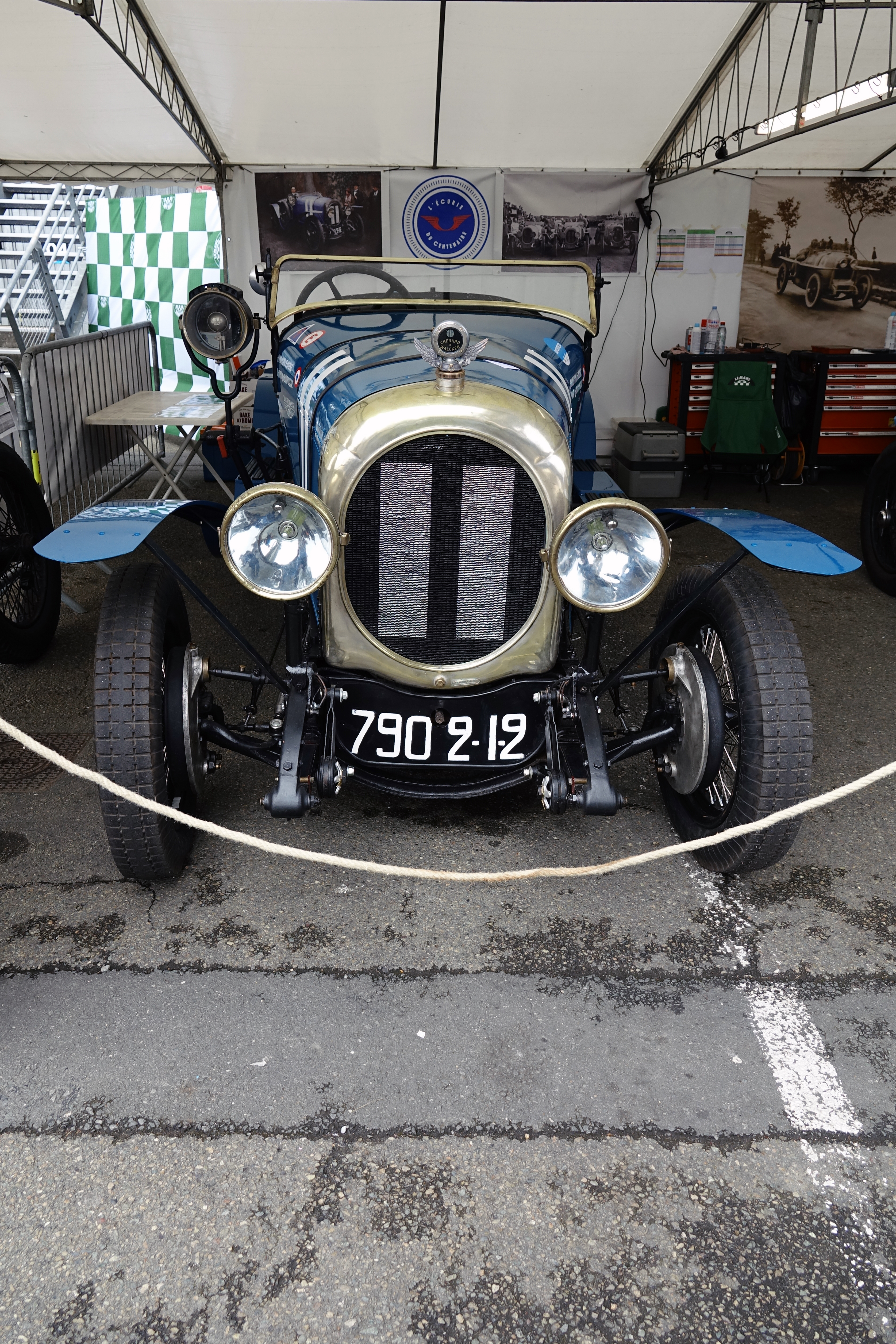

## Postérité
En 2013, à l'occasion du 90e anniversaire des 24 Heures du Mans, son arrière-petit-fils a créé des souliers à son nom.